# Castello di Schernberg
Il castello di Schernberg (Schloss Schernberg in tedesco) si trova nel comune austriaco di Schwarzach im Pongau nel Distretto di Sankt Johann im Pongau appartenente al Land Salisburghese e la sua storia inizia nel XII secolo.

## Storia

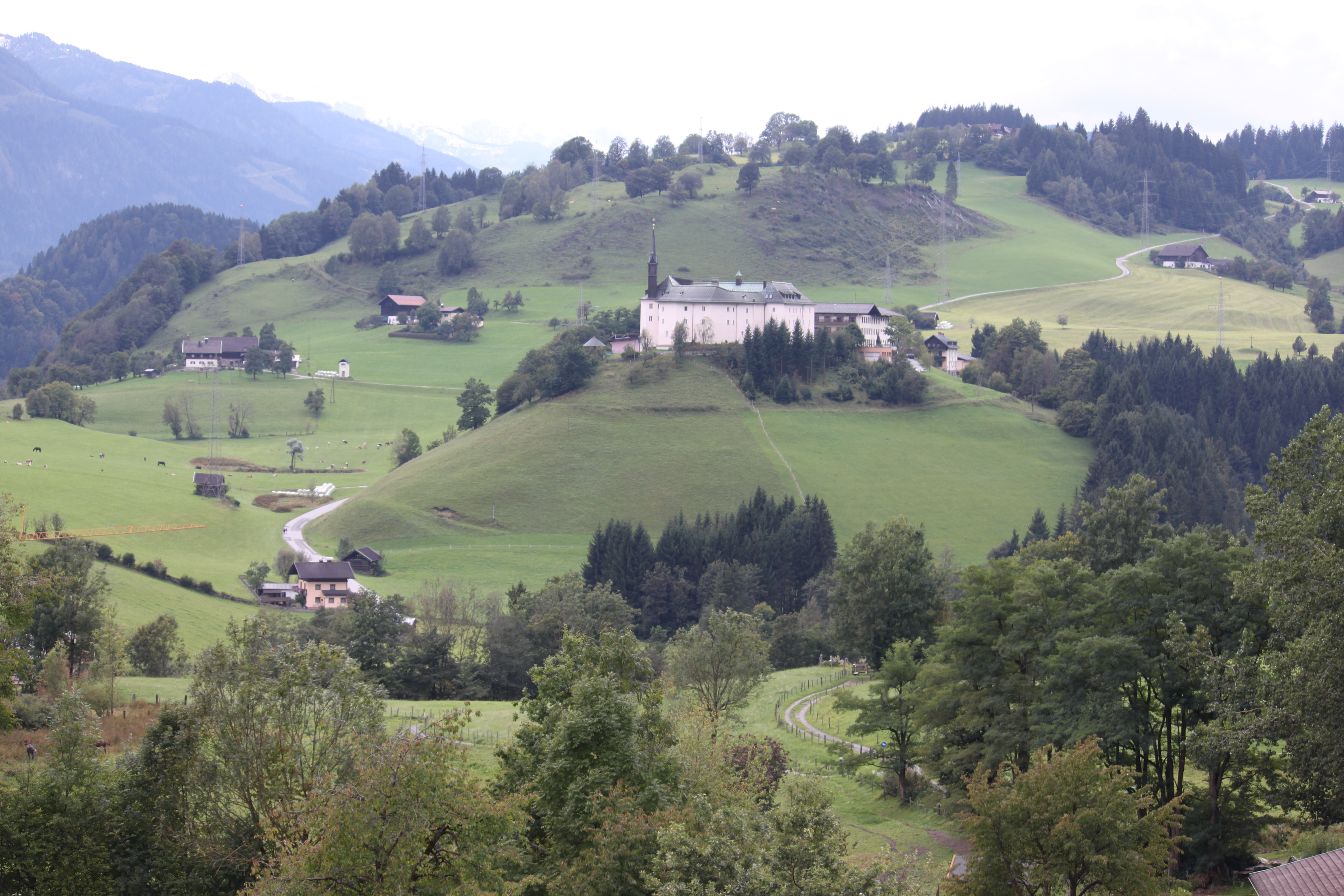
Panorama del castello sulla collina a forma conica

Il castello venne menzionato in un documento già nel 1193 quando era di proprietà dei signori di Schernberg e in quel momento probabilmente era costituito da una semplice torre di difesa. La famiglia che ne assunse il nome risale al XIV secolo e nel 1370 Hartneid der Schernperger e suo figlio Hartel vendettero la torre Schernberg, che risultò feudo legato a Salisburgo, a Heinrich Graf. Nel 1402 l'arcivescovo di Salisburgo Gregorio Schenk di Osterwitz concesse a Konrad Graf zu Schernberg di ampliare la torre. Christoph Graf iniziò a ristrutturare il castello nel 1542 e il lavoro fu completato dai suoi figli prima del 1550. Intorno al 1570 la famiglia Graf possedeva i castelli di Schernberg, Goldegg e Tandalier, nonché una serie di piccoli feudi e possedimenti. 

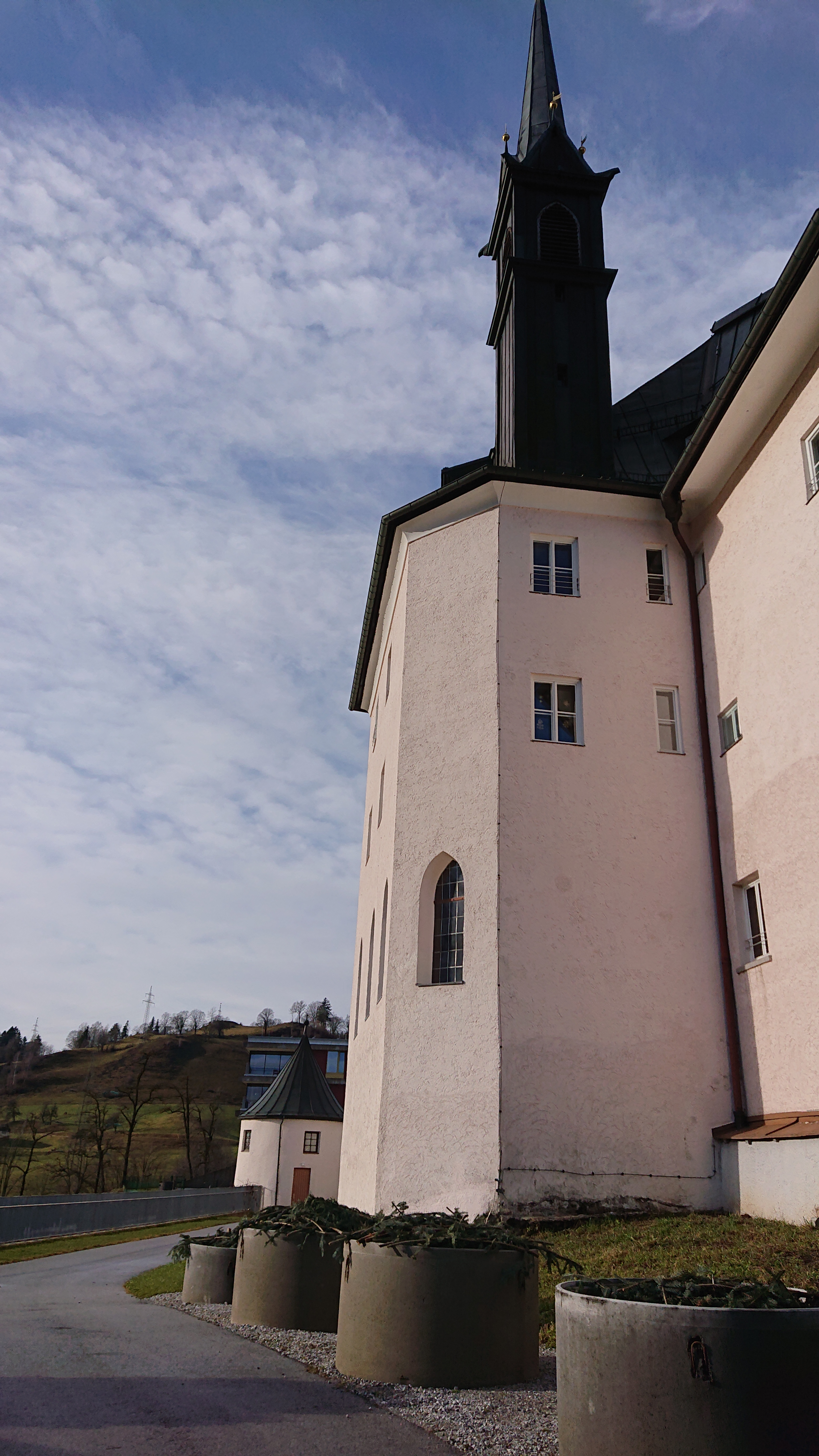
Cappella col suo campanile

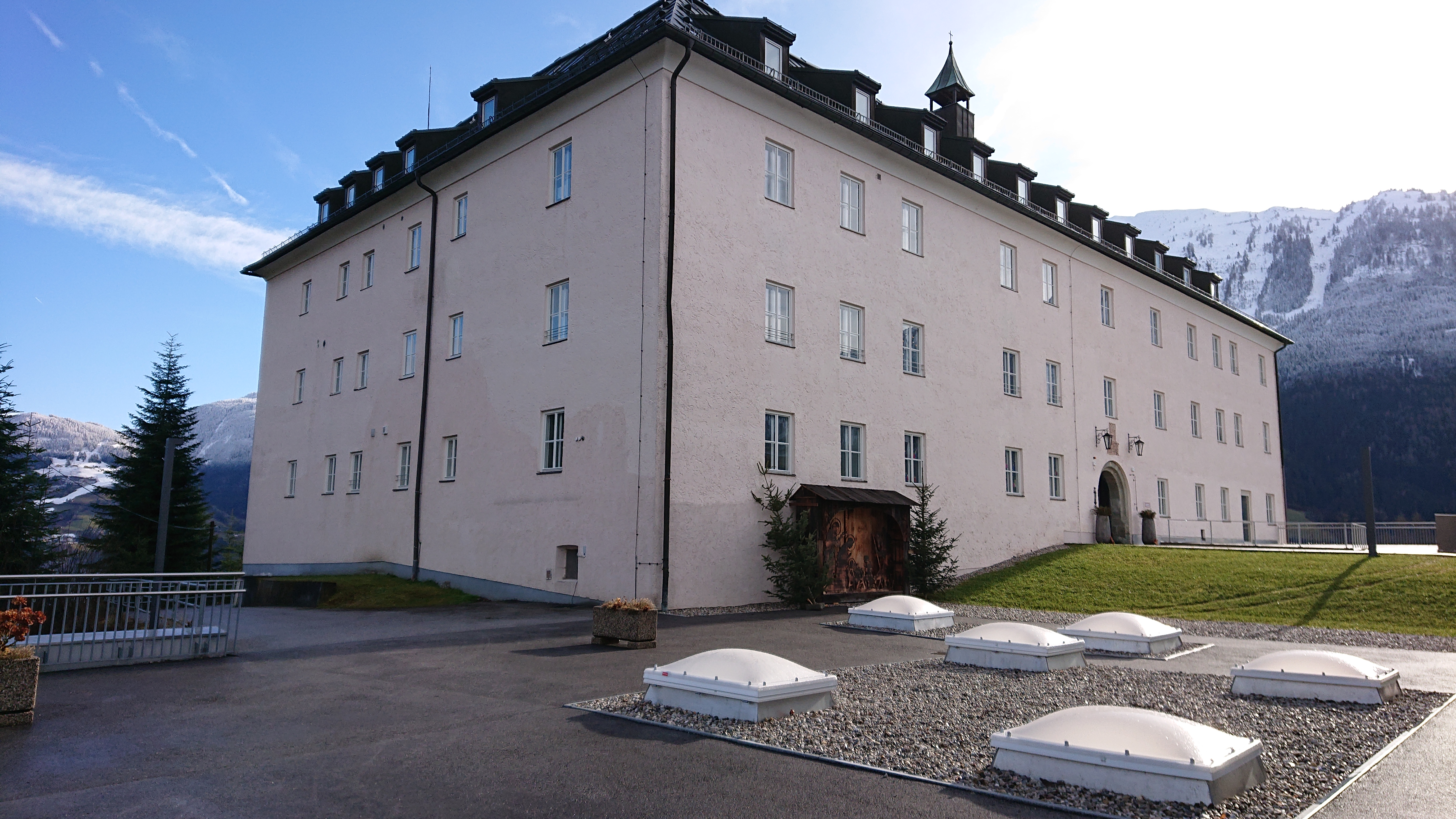
Edificio principale della struttura

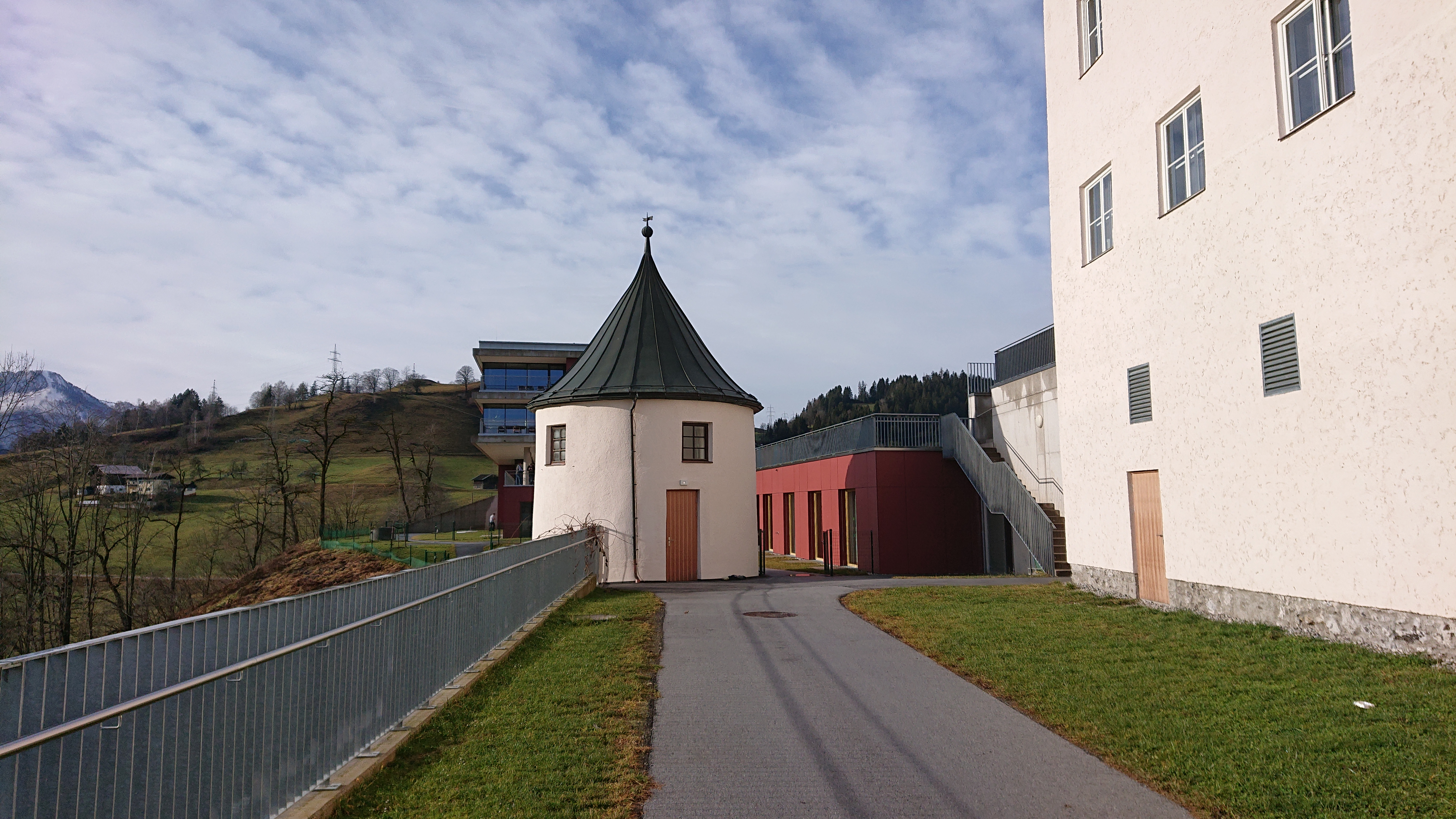
Esterno con torre di guardia

La linea salisburghese della famiglia Graf mantenne la fortificazione fino alla sua estinzione nel 1668. Nel XVIII secolo Franz Xaver Schmid Freiherr von Haslach entrò in possesso del castello di Schernberg ma i suoi discendenti accumularono debiti così elevati che il maniero all'inizio del XIX secolo passò sotto la pubblica amministrazione e nel 1823 ne acquisì la proprietà Johann Paul Storch ed a lui seguì il cardinale e principe Friedrich Schwarzenberg che fece restaurare gli edifici che si trovavano in un forte stato di degrado. Per un certo periodo vennero utilizzati come birreria e poi divennero sede di un servizio di assistenza infermieristica. Il castello fu a lungo gestito dalle Figlie della carità di San Vincenzo de' Paoli come casa di riposo per disabili e nel 1941, nonostante la resistenza delle suore (la superiora dell'ordine, Anna Bertha Königsegg, si oppose inutilmente a queste decisioni) quasi tutti i malati mentali che vi erano ricoverati vennero trasferiti al castello di Hartheim. Qui la maggior parte di loro fu vittima dello sterminio (eutanasia) voluta dal Nazionalsocialismo realizzata nell'ambito dell'Aktion T4. Solo 29 dei 170 residenti tornarono dopo la fine della guerra. Nel 1973 è stato ampliato ricostruendo una grande ala infermieristica a ovest dell'edificio principale.

## Descrizione
Il castello di Schernberg si trova a nord ovest del comune austriaco di Schwarzach im Pongau, nella località che ne ha preso il nome,  nel Distretto di Sankt Johann im Pongau appartenente al Land Salisburghese. Si trova su una collina conica di fronte alle montagne della valle del Salzach. Il complesso edilizio a tre piani ha una base a semicerchio ed è costituito da edifici in pietra di cava intonacata con un nucleo gotico che risale probabilmente all'inizio del XIV secolo. Durante i lavori di ristrutturazione per trasformarlo in casa di cura il castello è stato notevolmente modificato, soprattutto a partire dalla seconda metà del XIX secolo. Il fossato in quell'occasione è stato interrato ed è stato tolto anche il ponte che lo attraversava. Il portale con arco a tutto sesto conserva nella sua parte superiore un'iscrizione con stemma che fa riferimento alla ricostruzione del 1542. Sulla facciata a sud si possono vedere le finestre ad arco ogivale della chiesa del castello al piano terra e la posizione della cappella è visibile anche dalla sua alta torretta sul crinale, aggiunta nel 1887. Sopra la cappella si ergeva originariamente una torre rotonda, ma questa fu demolita intorno al 1854 e sostituita da due piani di camere di degenza. La chiesa del castello è la parte più significativa della struttura ed è menzionata in una lettera di indulgenza del 1450 come cappella di San Martino. Si presenta in stile neogotico con un importante altare e conserva dipinti su tavola tardogotici di Werfenweng risalenti al secondo quarto del XVI secolo e un crocifisso del XVII secolo. Al centro dell'altare si trova una statua raffigurante Maria risalente al 1450 circa. La volta è a crociera. La fontana del cortile è stata costruita da Arnulf e Walter Mayrhofer nel 1978. Sul lato sud del cortile sono murati due stemmi delle famiglie Graf e Keutschacher. Si conservano, all'esterno, due basse torri rotonde del muro di cinta sul lato sud sotto il castello. Nella torre di sud-ovest è presente un soffitto ligneo a cassettoni.
Si possono visitare il cortile e la cappella ma non gli interni perché sono adibiti a casa per disabili.

### Bene architettonico tutelato
Il castello di Schernberg in Austria è un bene sottoposto a tutela artistica col numero 24528.